# Steven Roxberg
Steven Roxberg (ur. 9 października 1970 r.) – amerykański narciarz, specjalista narciarstwa dowolnego. Najlepszy wynik na mistrzostwach świata osiągnął podczas mistrzostw w Iizunie, gdzie zajął 5. miejsce w balecie narciarskim. Nigdy nie startował na igrzyskach olimpijskich. Najlepsze wyniki w Pucharze Świata osiągnął w sezonie 1996/1997, kiedy to zajął 10. miejsce w klasyfikacji generalnej, a w klasyfikacji baletu był czwarty.
W 1999 r. zakończył karierę.

## Sukcesy

### Mistrzostwa Świata
| Miejsce | Dzień     | Rok  | Miejscowość | Konkurencja      | Zwycięzca        |
| ------- | --------- | ---- | ----------- | ---------------- | ---------------- |
| 6.      | 12 marca  | 1993 | Altenmarkt  | Balet narciarski | Fabrice Becker   |
| 8.      | 17 lutego | 1995 | Clusaz      | Balet narciarski | Rune Kristiansen |
| 5.      | 7 lutego  | 1997 | Iizuna      | Balet narciarski | Fabrice Becker   |
| 8.      | 11 marca  | 1999 | Meiringen   | Balet narciarski | Ian Edmondson    |

### Puchar Świata

#### Miejsca w klasyfikacji generalnej
- 1988/1989 – 122.
- 1989/1990 – 52.
- 1990/1991 – 49.
- 1991/1992 – 34.
- 1992/1993 – 35.
- 1993/1994 – 19.
- 1994/1995 – 17.
- 1995/1996 – 13.
- 1996/1997 – 10.
- 1997/1998 – 11.

#### Miejsca na podium
1. La Plagne – 20 grudnia 1993 (Balet narciarski) – 3. miejsce
2. La Plagne – 20 grudnia 1993 (Balet narciarski) – 3. miejsce
3. Lillehammer – 3 marca 1995 (Balet narciarski) – 3. miejsce
4. Mont Tremblant – 25 stycznia 1996 (Balet narciarski) – 3. miejsce
5. Oberjoch – 10 lutego 1996 (Balet narciarski) – 3. miejsce
6. Oberjoch – 10 lutego 1996 (Balet narciarski) – 3. miejsce
7. Tignes – 5 grudnia 1996 (Balet narciarski) – 3. miejsce
8. Tignes – 5 grudnia 1996 (Balet narciarski) – 2. miejsce
9. Lake Placid – 13 stycznia 1997 (Balet narciarski) – 2. miejsce
10. Lake Placid – 13 stycznia 1997 (Balet narciarski) – 2. miejsce
11. Blackcomb – 17 stycznia 1997 (Balet narciarski) – 2. miejsce
12. Kirchberg – 19 lutego 1997 (Balet narciarski) – 3. miejsce
13. Kirchberg – 19 lutego 1997 (Balet narciarski) – 3. miejsce
14. Altenmarkt – 8 marca 1997 (Balet narciarski) – 2. miejsce
15. Breckenridge – 29 stycznia 1998 (Balet narciarski) – 2. miejsce
16. Heavenly Valley – 22 stycznia 1999 (Balet narciarski) – 1. miejsce

- W sumie 1 zwycięstwo, 6 drugich i 9 trzecich miejsc.